# Quiet Sun
Quiet Sun fue una banda inglesa de rock progresivo y jazz fusión encuadrada dentro de la escena de Canterbury, formada por Phil Manzanera (guitarra), Bill MacCormick (bajo), Dave Jarrett (teclado) y Charles Hayward (batería).

## Historia
Quiet Sun se formó en 1970 bajo el nombre de Pooh and the Ostrich Feather, después de que Bill MacCormick se hiciese amigo de Robert Wyatt, el hijo de unos amigos de su madre. La banda incluyó elementos del jazz al rock progresivo, en un estilo muy parecido al de Soft Machine. Sin embargo, el estilo del guitarrista Phil Manzanera hacía que la música de Quiet Sun se alejase de la de Soft Machine, quienes no utilizaron la guitarra hasta el lanzamiento de Bundles en 1975.
Quiet Sun se separó en 1972, y sus miembros tomaron caminos distintos. Manzanera formó Roxy Music, MacCormick se unió a Matching Mole y Jarrett consiguió un trabajo como profesor de matemáticas.
En 1975, Manzanera consiguió que sus antiguos compañeros se reuniesen y grabasen el material que tenían compuesto antes de su separación, coincidiendo con la grabación del álbum en solitario de Manzanera, Diamond Head. El álbum, llamado Mainstream, contó con la colaboración de Brian Eno y se adjudicó buenas críticas de la prensa especializada.